# Mémoires de la Société Linnéenne de Normandie. Botanique
Mémoires de la Société Linnéenne de Normandie. Botanique (abreviado Mém. Soc. Linn. Normandie, Bot.) es una revista científica ilustrada con descripciones botánicas que es editada en Caen. Se publica desde 1925 hasta ahora. Fue precedida por Mémoires de la Société Linnéenne de Normandie